# Eugenia reinwardtiana
Eugenia reinwardtiana (Syn. Eugenia carissoides F.Muell.) ist eine Pflanzenart aus der Gattung der Kirschmyrten (Eugenia) in der Familie der Myrtengewächse (Myrtaceae).

## Beschreibung

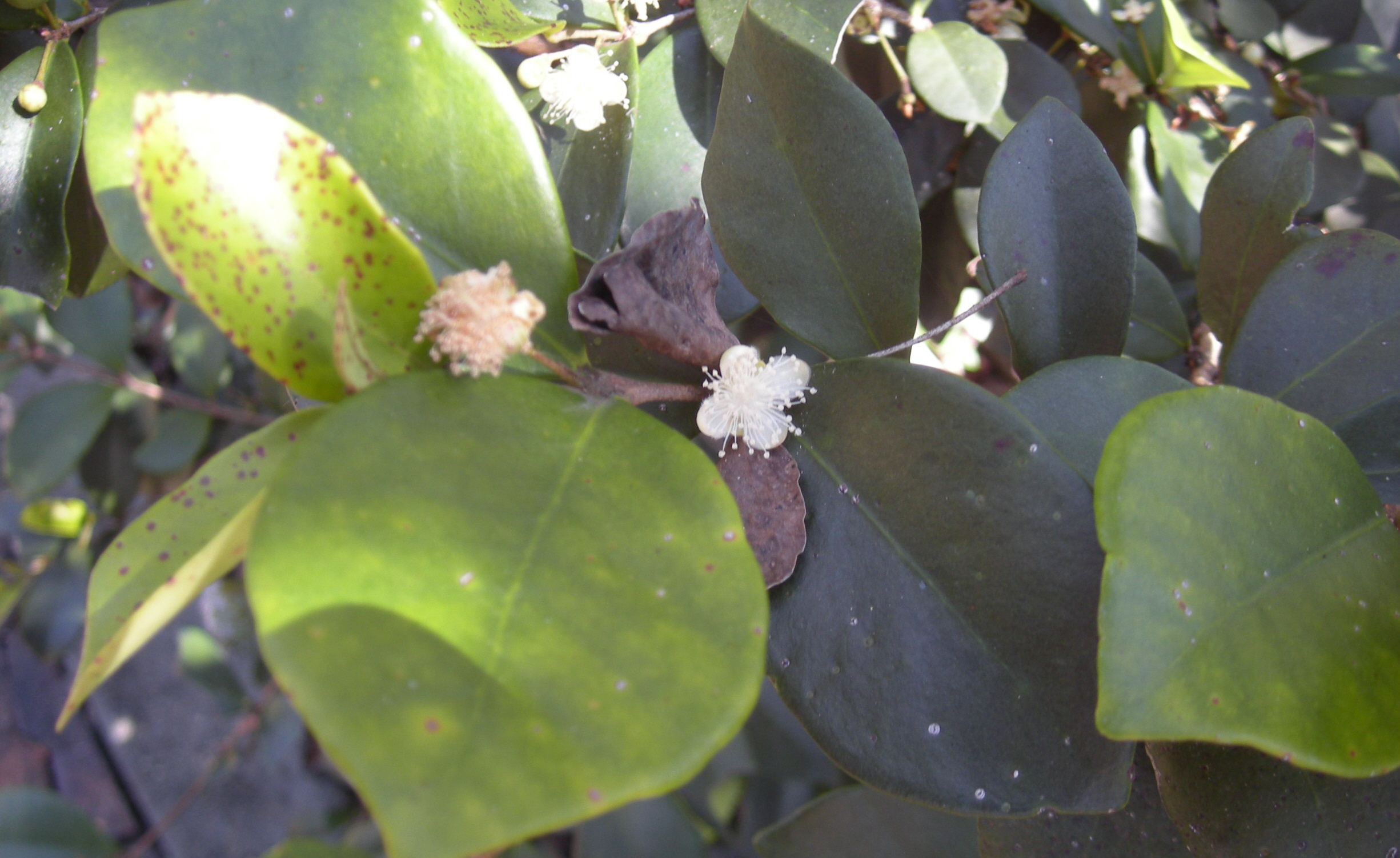
Zweig mit gegenständigen, einfachen, ledrigen Laubblättern und weißen Blüten.

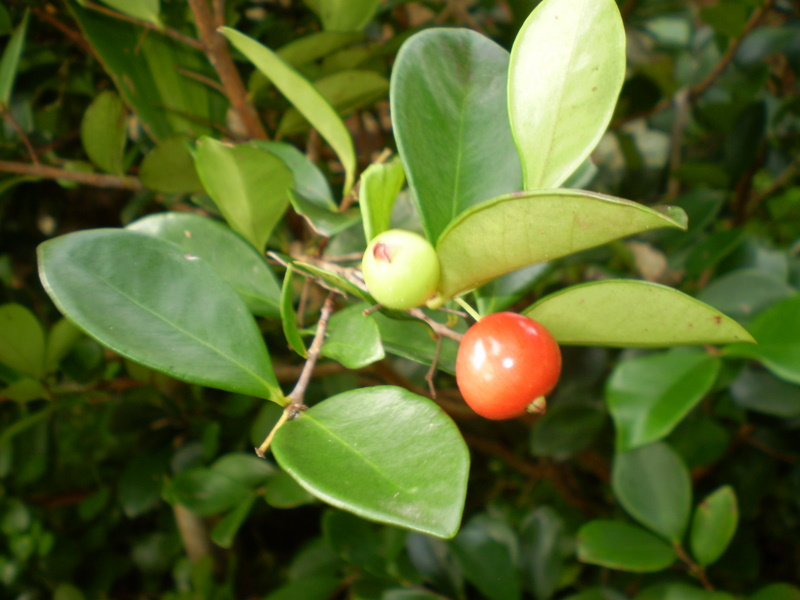
Zweig mit gegenständigen, einfachen, ledrigen Laubblättern und Früchten.

Eugenia reinwardtiana ist ein immergrüner Strauch oder kleiner Baum, der Wuchshöhen von etwa 1,5 bis 7 m erreicht. Die gegenständig angeordneten Laubblätter sind kurzen Blattstiel und Blattspreite gegliedert. Die ledrige, einfache, dunkel grüne Blattspreite ist bei einer Länge von 2,5 bis 8 cm und einer Breite von 2 bis 6,5 cm spitz-oval. Die Blattoberseite ist glänzend und die Blattunterseite matt. Auf jeder Seite der deutlich sichtbaren Mittelrippe sind fünf bis acht Seitennerven vorhanden. Die Blattoberfläche ist kahl oder entlang der Mittelrippe leicht behaart. Der Neuaustrieb ist rosafarben.
Die Blüten stehen an 5 bis 25 cm langen Blütenstielen einzeln oder paarweise in den Blattachseln.
Ein Paar bei einer Länge von 1 bis 1,5 mm kleiner Deckblätter ist glänzend oder leicht behaart. Die zwittrige Blüte ist radiärsymmetrisch und vierzählig mit doppelter Blütenhülle. Der Blütenbecher ist konisch, 2 bis 3 mm lang und bräunlich behaart. Die vier Kelchblätter sind kreisförmig mit dem Blütenboden verwachsen und ungleichmäßig lang; ein Paar 3 bis 5 mm, das Andere 2 bis 3 mm. Die vier weißen Kronblätter sind bei einer Länge von 6 bis 8 mm eiförmig. Es sind etwa 150 Staubblätter vorhanden mit weißen Staubfäden und cremefarbenen Staubbeuteln.
Die bei einem Durchmesser von 1 bis 2 cm kugelige, abgeflachte bis eiförmige Beere verfärbt sich bei Reife gelb bis hell-rot. Meist wird nur ein kugelförmiger bis zu 10 mm großer Same gebildet; es können auch bis zu zwei Samen gebildet werden, die dann kleiner sind.

## Vorkommen
Das ursprüngliche Verbreitungsgebiet von Eugenia reinwardtiana scheinen der Küstenbereich des australischen Bundesstaats Queensland, Papua-Neuguinea und einige tropische pazifische Inseln zu sein; sie ist jedoch weit verbreitet, von Borneo bis zu den hawaiianischen Inseln.
Ihre bevorzugten Standorte sind der Grenzbereich zwischen Strand und Buschland, felsige Landzungen und der küstennahe Wald.
Eugenia reinwardtiana übersteht nur leichte Fröste bis −1 °C (30 °F).

## Trivialnamen
Trivialnamen in anderen Sprachen sind Beach Cherry, Cedar Bay Cherry oder Nioi (Hawaii).

## Verwendung
Eugenia reinwardtiana wird aufgrund ihrer „Formbarkeit“ und ihres langsamen Wuchses als Zierpflanze verwendet.
Die Früchte von Eugenia reinwardtiana werden in Australien als Bush Food gesammelt.